# Връшка чука (седловина)
Вижте пояснителната страница за други значения на Връшка чука.

Връшка чука е планинска седловина в най-западната част на Западния Предбалкан, между уединената височина Връшка чука на юг и хълмистото възвишение Бачията на север. Намира се на 11 км на запад от град Кула в България и на 11 км югоизточно от град Зайчар в Сърбия.
Дължината на седловината е около 5 км, надморската височина – 367 м, която се намира на българска територия, на 720 м от границата със Сърбия.
Седловината е лесно проходима и може да се ползва целогодишно. На границата със Сърбия завършва последния 2 – 3-километровия участък (от 39,4 до 41,7 км) от второкласния Републикански път II-14 Видин – Кула – граница със Сърбия. На 250 м преди границата ни със Сърбия е изграден ГКПП Връшка чука.

## Топографска карта
- Лист от карта K-34-9. Мащаб: 1 : 100 000.